# Уисконсин
Вижте пояснителната страница за други значения на Уисконсин.
Уиско̀нсин (на английски: Wisconsin) е щат в района на Средния запад на Съединените щати в близост до Големите езера, Пощенският код на Уисконсин е WI, а столицата се казва Медисън. Уисконсин е с обща площ от 169 626 km², от които 139 684 km² суша и 29 942 km² (17,65%) вода. Уисконсин е с население от 5 627 967 жители (2008). Той е вторият щат (след Калифорния) по производство на млечни продукти. Милуоки е един от най-големите производители на бира, като в града е централата на „Miller Brewing Company“ – втората по големина пивоварна в САЩ.

## Градове
- Грийн Бей
- Медисън
- Милуоки
- Ошкош
- Расийн
- Оу Клер

## Окръзи
Уисконсин се състои от 72 окръга:
1. Адамс
2. Айова
3. Айрън
4. Аутагейми
5. Ашланд
6. Барън
7. Бейфийлд
8. Браун
9. Бърнет
10. Бъфало
11. Вашингтон
12. Вилас
13. Върнън
14. Грант
15. Грийн
16. Грийн Лейк
17. Дейн
18. Джаксън
19. Джеферсън
20. Джуно
21. Додж
22. Дор
23. Дъглас
24. Дън
25. Калюмет
26. Кеноша
27. Киуаний
28. Кларк
29. Колумбия
30. Кроуфорд
31. Ла Крос
32. Ланглейд
33. Лафайет
34. Линкълн
35. Манитуак
36. Маратон
37. Маркет
38. Меринет
39. Милуоки
40. Монро
41. Меномини
42. Озоки
43. Оконто
44. Онайда
45. Оу Клер
46. Пепин
47. Пиърс
48. Полк
49. Портидж
50. Прайс
51. Расийн
52. Ричланд
53. Рок
54. Ръск
55. Сейнт Крой
56. Сойер
57. Сок
58. Тейлър
59. Тремпъло
60. Уд
61. Уинебаго
62. Уокиша
63. Уолуърт
64. Уошбърн
65. Уъпака
66. Уъшара
67. Флорънс
68. Фон дъ Лак
69. Форест
70. Чипъуа
71. Шауано
72. Шебойган

## Икономика
Щат, известен с това, че е земеделски район – едно малко царство на царевица, крави, мляко и други произведения. Върху голяма част от земята са разположени предимно ферми.
Уисконсин е голям производител на селскостопански продукти (особено на млечни произведения), на бира и колбаси, а също така е най-големият сред всички щати производител на боровинки, женшен и изделия от хартия. Въпреки че Уисконсин сега произвежда по-малко мляко от Калифорния, той все още е най-големият в САЩ производител на мляко на човек от населението. Уисконсин е домакин на много американски фестивали, като например самолетната изложба в Ошкош (Oshkosh).

## Образование
Уисконсинският университет е международен център по изследване на стволови клетки.

## География
В целия щат има много езера, като самият Медисън е разположен на три – Монона, Мендота, и Уингра. Уисконсин е с обща площ от 169 626 km², от които 139 684 km² суша и 29 942 km² (17,65%) вода. Съседните щати на Уисконсин са Мичиган на север, Илинойс на юг и Айова и Минесота на запад.

## Население
Уисконсин е с население от 5 627 967 жители. (2008)